# النجاح (قرية)
قرية النجاح هي إحدى القرى التابعة لمركز بدر في محافظة البحيرة في جمهورية مصر العربية. حسب إحصاءات سنة 2006، بلغ إجمالي السكان في النجاح 5938 نسمة، منهم 3133 رجل و2805 امرأة.